# Franz Theodor Aerni
Pour les articles homonymes, voir Aerni.
Franz Theodor Aerni, né le 19 octobre 1853 à Aarburg et mort le 20 août 1918 dans la même commune, est un peintre suisse.

## Biographie
Franz Theodor Aerni naît le 19 octobre 1853 à Aarburg. Après la mort prématurée de son père en 1857, il passe sa jeunesse à Heiden, Winterthur et Lausanne, où il fréquenta l'école. Son talent pour le dessin s'étant très vite révélé, il prend ses premières leçons chez le paysagiste Geiser à Lausanne (1870-1871) et passe les années 1872-1874 à l'Académie de Modène comme élève de Malatesta. À partir mars 1874, il séjourne à Rome, qu'il ne quitte qu'une seule fois pendant une longue période, lorsqu'en octobre 1878, il entreprend un voyage en Orient en Égypte et à Chypre en tant qu'accompagnateur et collaborateur de Hermann Corrodi, d'où il revient à Rome en janvier 1879. Ami d'Aug. Weckesser, dont il peint le dernier tableau, Gottesgericht in Glarus, après sa mort, d'après les intentions et les esquisses de l'artiste, de F. Buchser, H. Corrodi et R Kißling, Franz Theodor Aerni réalisa ici une grande série de paysages des environs proches et lointains de Rome et de Naples, ainsi que de l'Égypte, qui se distinguent tous par un excellent empâtement, des effets de lumière pittoresques et un traitement incroyablement minutieux des détails. L'artiste consciencieux réussit tout particulièrement à représenter des scènes de rues animées du sud de l'Italie. Il participe aux expositions suisses. Il participe à des expositions d'art, par exemple à l'exposition nationale de Zurich en 1883. Il participe également à la décoration artistique de la salle des fêtes de l'association des artistes allemands au Palazzo Serlupi, via del Seminario, à Rome.
Franz Theodor Aerni meurt le 20 août 1918 dans sa commune natale.